# Place du Comtat-Venaissin
La place du Comtat-Venaissin est une voie située dans le quartier de Javel dans le 15e arrondissement de Paris.

## Situation et accès
La place du Comtat-Venaissin est desservie à proximité par la ligne 8 à la station Boucicaut.

## Origine du nom

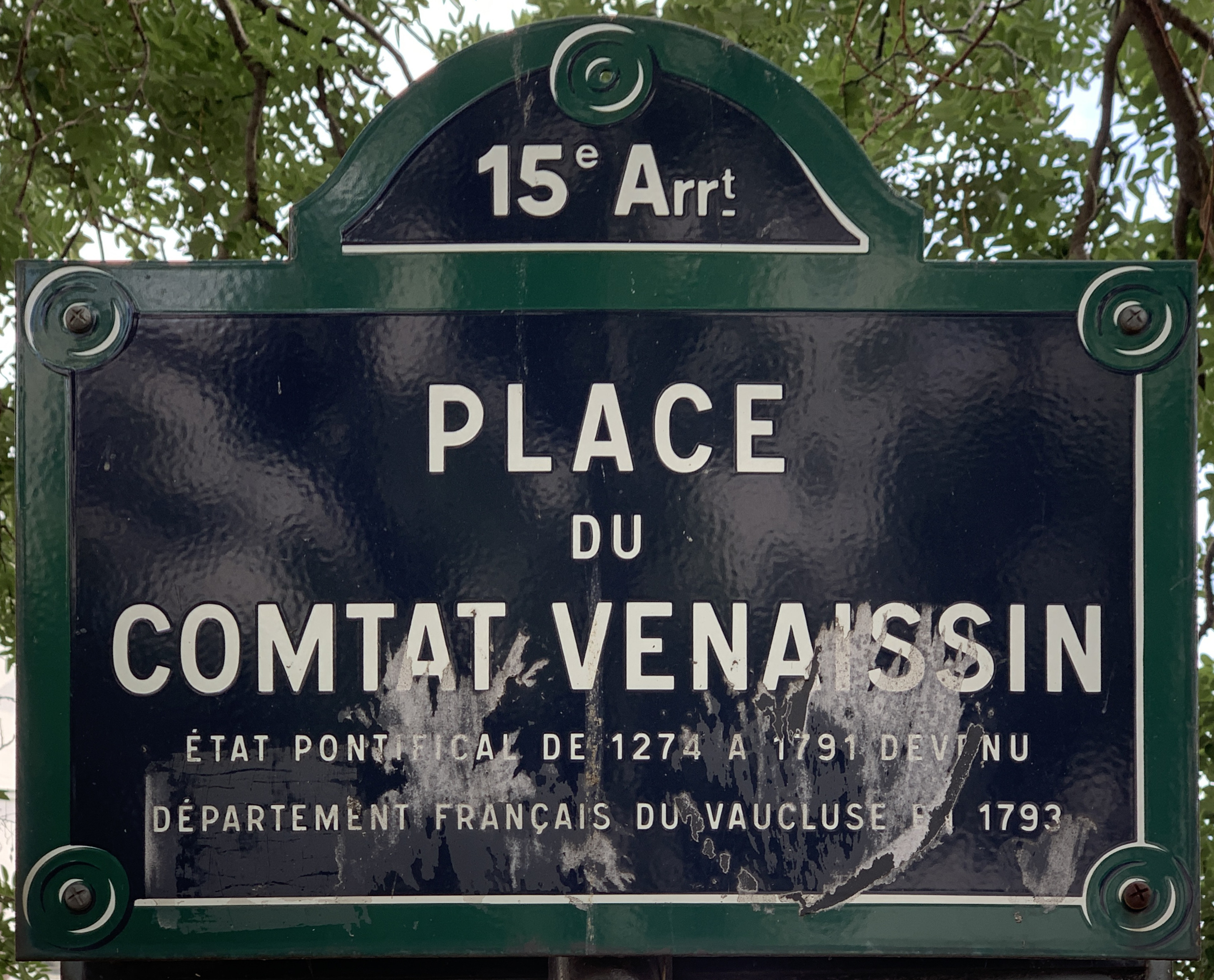
Plaque de la place.

Elle tient son nom de l'ancien Comtat Venaissin.

## Historique
La place est créée et dénommée en 1997 sur l'emprise des voies qui la bordent.

## Bâtiments remarquables et lieux de mémoire
La place comprend une fontaine Wallace.

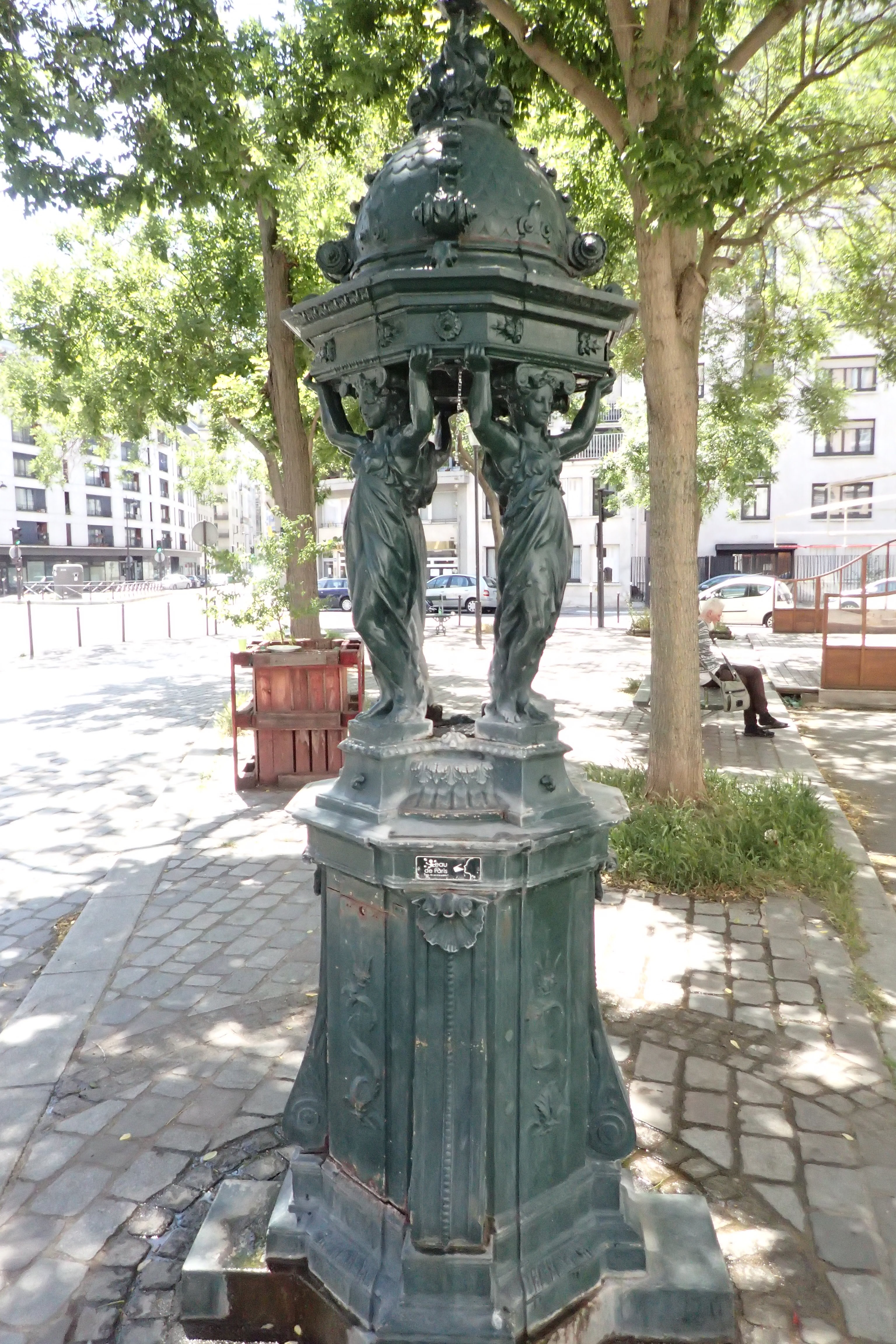
La fontaine Wallace.